# Tout le monde adore le disco
Tout le monde adore le disco est le second épisode de la série télévisée américaine Glee. L’épisode est diffusé pour la première fois le 9 septembre 2009 sur la chaîne Fox. Le scénario est écrit par les cocréateurs de la série Ryan Murphy, Brad Falchuk ainsi que Ian Brennan et est aussi réalisé par Murphy. L’épisode raconte la tentative du glee club pour recruter de nouveaux membres grâce à une interprétation d'une chanson de Salt-N-Pepa, Push It, lors d’un spectacle organisé dans leur école. Il traite également du triangle amoureux régnant entre Rachel (Lea Michele), Finn (Cory Monteith) et Quinn (Dianna Agron) et de celui concernant Emma (Jayma Mays), Will (Matthew Morrison) et Terri (Jessalyn Gilsig) ainsi que des conspirations envers le glee club faites par l’antagoniste, Sue Sylvester (Jane Lynch).
L’épisode reprend un total de six chansons. Trois de ces chansons sont commercialisées en tant que singles et disponibles en téléchargement numérique. Trois autres des pistes figurent quant à elles dans l’album Glee: The Music, Volume 1. Tout le monde adore le disco introduit plusieurs membres de la série dont Jennifer Aspen, Kenneth Choi, Romy Rosemont, Heather Morris ainsi que la vedette invitée Valorie Hubbard. Sophie aime les pétunias.
L’épisode réunit plus de 7,3 millions téléspectateurs américains lors de sa première diffusion et est par le même fait le programme télévisé de la chaîne Fox le mieux reçu par les critiques depuis trois ans. C’est en particulier la reprise du titre de Kanye West, Gold Digger, qui fait l’unanimité positive chez les critiques. Plusieurs journalistes tels que Jarett Wieselemant du New York Post et Tim Stack du Entertainment Weekly ont donné une très bonne note à l’épisode, tout comme pour L'Effet Glee. Brian Lowry du Variety a, contrairement aux autres critiques, mal noté l’épisode, le décrivant comme un succès d’un jour, tandis que Robert Lloyd du Los Angeles Times affirme qu’il y a trop de failles au niveau des personnages adultes.

## Résumé
Sue Sylvester, entraîneuse de l’équipe de Pom-pom girl du lycée William Mckinley nationalement reconnue — The Cheerios — informe le chef du glee club Will Schuester que sa chorale doit posséder au moins douze membres pour être éligible aux qualifications régionales. Will décide alors que les New Directions interprèteront une chanson lors d’un spectacle réalisé à l’école, espérant ainsi attirer de nouveaux participants. La chorale s’oppose au choix de la chanson fait par Will — Le Freak par Chic — ce qui engendre un compromis, Will suggérant donc d’également jouer Gold Digger de Kanye West. Pendant ce temps, pour passer plus de temps avec Finn, Rachel rejoint le club du célibat, où elle assiste avec sa copine, Quinn Fabray, qui est la capitaine des Cheerios et de ce dernier club. Rachel se rend alors compte que le club du célibat est un endroit où les adolescents tentent d’avoir des contacts physiques autant que possible avec les autres sans toutefois pratiquer des actes décrits comme étant sexuels. Quinn et les autres membres du club du célibat tentent alors de rabaisser Rachel devant tout le monde, mais elle réussit à argumenter et protéger son image, impressionnant ainsi Finn. Rachel convainc aussi les membres du glee club de secrètement changer la chanson prévue lors du spectacle communautaire à l’école pour Push It de Salt-N-Pepa et ainsi donner à l’audience ce qu’ils veulent, du sexe. La chanson est bien reçue par le corps étudiant, cependant plusieurs plaintes de parents sont envoyées au principal Figgins (Iqbal Theba), le directeur de l’école. À la suite de ces plaintes, Figgins impose une liste de chansons pré-approuvées au glee club, dans laquelle les New Directions devront choisir leurs futures reprises. Will étant alors en colère contre Rachel pour les actions qu’elle a commises, lorsque Quinn, Santana (Naya Rivera) et Brittany (Heather Morris) auditionnent pour participer au club avec une reprise de la piste I Say a Little Prayer, il récompense Quinn en lui confiant le solo qui était initialement réservé à Rachel, Don’t Stop Believin. Un peu plus tard, Sue recrute Quinn pour espionner le glee club et ainsi pouvoir le détruire sans que personne s’en rende compte.
À la maison, Will ressent de la pression par sa femme, Terri, car celle-ci insiste sur le fait qu’il doit se trouver un deuxième emploi pour qu’ils puissent emménager et donc payer leur nouvelle maison avant la naissance de leur enfant. Il commence alors à travailler à l’école après les heures de cours en tant que concierge. Alors qu’il lave le plancher du lycée, Emma, la conseillère d'orientation, le retrouve et tous deux vivent un bref moment romantique. L’entraîneur de football Ken Tanaka (Patrick Gallagher) les observe par la fenêtre, et avertit plus tard Emma, lui disant qu’elle ne doit pas devenir la maîtresse de Schuester. Lorsque Will lui demande de venir encore une fois après l’école, elle refuse, ayant déjà un rendez-vous avec Ken. Terri découvre un peu plus tard qu’elle a en fait une grossesse nerveuse. Ne désirant pas dire la vérité à Will, elle décide de lui mentir en affirmant qu’ils auront un petit garçon. Elle lui dit également de quitter son travail de concierge, proclamant qu’ils n’auraient qu’à utiliser la chambre d’ami comme chambre pour le bébé et qu’ils n’ont finalement pas besoin d’une nouvelle maison. Lors d’une répétition privée organisée par Rachel pour Finn, celle-ci décide de l’embrasser. Finn n’étant pas préparé à ce genre de choses, il connaît une éjaculation précoce. Embarrassé, il quitte l’auditorium, disant à Rachel qu’il est en retard pour un rendez-vous important, et retourne dans les bras de Quinn. L’épisode se termine avec un plan sur Rachel, qui est consternée par la réaction de Finn, chantant le single de Rihanna Take a Bow, avec les membres du glee club Mercedes (Amber Riley) et Tina (Jenna Ushkowitz) qui font les chœurs.

## Production
La première projection publique de Tout le Monde Adore le Disco a lieu en juillet 2009, lors d’une conférence consacrée à Glee au salon international de la bande-dessinée de San Diego. Scott Collins du Los Angeles Times écrit que la participation et l’engouement du public lors de cette conférence étaient très grands et que la salle de projection s’est retrouvée pleine. Il conclut en disant que les téléspectateurs étaient très « enthousiastes ». Plusieurs acteurs récurrents figurent dans cet épisode, Patrick Gallagher qui joue l’entraineur de football, Ken Tanaka, Iqbal Theba qui joue le Principal Figgins, Jennifer Aspen qui joue la sœur de Terri, Kendra Giardi, Romy Rosemont qui joue la mère de Finn, Carole Hudson, Ken Choi qui joue le gynécologue de Terri Dr Whu ainsi que Naya Rivera et Heather Morris qui interprètent respectivement les rôles des membres du glee club Santana Lopez et Britanny Pierce. De plus, Valorie Hubbard, la célébrité invitée de cet épisode, joue dans le rôle de Peggy.

## Musique
L’épisode contient plusieurs reprises de chansons dont Gold Digger par Kanye West, Push It par Salnt-n-Pepa, Take a Bow par Rihanna, I Say a Little Prayer par Dionne Warwick, Le Freak par Chic ainsi que All by Myself par Eric Carmen,. Les versions studio des reprises de Gold Digger, Take a Bow et Push It sont commercialisées en tant que single, étant disponibles sur les plateformes de téléchargement numérique. Gold Digger se positionne 59e en Australie, Take a Bow touche de son côté la 38e place dans ce même pays, la 73e au Canada et la 46e aux États-Unis tandis que Push It atteint la 60e position aussi en Australie,,. Gold Digger et Take a Bow sont incluses dans l’album Glee: The Music, Volume 1, ainsi que I Say A Little Prayer, qui est une chanson bonus exclusive à ITunes sur cet album. Fox a réussi à réduire le prix des droits d’auteur de Take a Bow exclusivement pour l’épisode, de sorte que la série puisse la reprendre, ce qui a surpris le réalisateur Ryan Murphy, qui croyait ne pas être en mesurer d’obtenir cette permission,. Il déclare à ce sujet qu’ « Habituellement, les gens qui ont eu des numéros un, même s’ils acceptent de vendre les droits d’une de leurs chansons, demandent des centaines de milliers de dollars, du moins d’après ce que j’ai vécu. Mais Rihanna nous les a vendus pour un très bon prix. C’est une des choses les plus surprenantes et amusantes que j’ai vécues dans le monde des droits. C’est ce genre de personnes, qui a découvert la série et l’a supporté de cette manière, que l’équipe de la série et moi-même admirons et respectons ».

## Réception
Tout le Monde aime le Disco est regardé par plus de 7,3 millions de téléspectateurs américains lors de sa première diffusion, faisant de Glee la seconde émission la plus regardée de la soirée après l'émission Du talent à revendre, diffusée sur NBC. Dans l’échelle de Nielsen, l’émission reçoit une note de 3.5/9 (côte d’écoute/note) dans la tranche d'âge 18-49 ans, permettant à Fox de posséder les meilleures côtes d’écoutes et notes depuis trois ans. Cependant, comme le fait remarquer Scott Collins du Los Angeles Times, un discours du président des États-Unis, Barack Obama, diffusé sur nombre de chaînes télévisées faisant concurrence à Fox a perturbé les auditeurs habituels écoutant Glee. Comme l’émission a commencé à une date inhabituelle, soit avant la nouvelle programmation d’automne, la concurrence pour les premiers épisodes dans le classement des émissions les plus regardées est moins féroce que dans le reste de la saison, permettant donc à la série de se classer à de hauts sommets. De plus, Tout le Monde Aime le Disco est la troisième émission la plus regardée au Canada lors de la semaine de sa diffusion, avec plus de 1,77 million d’auditeurs. Au Royaume-Uni, l’épisode est diffusé directement après le premier épisode, et est regardé par plus de 1,45 million de personnes (1,22 million sur E4 et 227 000 sur Timeshift), devenant ainsi l’émission la plus regardée sur E4, et la plus regardée lors de cette même semaine au niveau national.

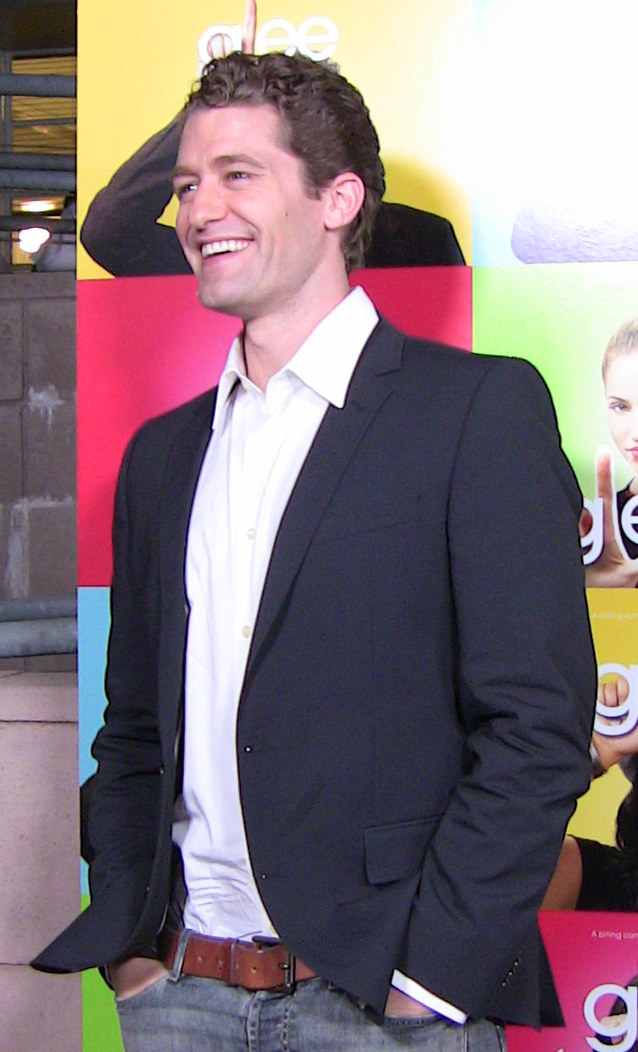
La reprise de Gold Digger faite par Morrison est particulièrement bien reçue par les critiques.

L’épisode reçoit des critiques partagées. Shawna Malcom du Los Angeles Times écrit que Tout le Monde Aime le Disco est « bien plus prometteur que le premier épisode ». Jarett Wieselman du New York Post écrit de son côté que l’épisode « surpasse L’effet Glee et brille beaucoup plus, autant avec ses moments de fous rires que d’amour », tandis que Tim Stack du Entertainment Weekly décrit l’épisode comme étant « très très amusant » et faisant remarquer que « La qualité apercevable dans le premier épisode est entièrement restée dans celui-ci. À peine la série commencée, elle semble avoir trouvé son juste équilibre »,. David Hinckley du Daily News donne une note positive de 4 étoiles sur 5 à l’épisode, commentant que « Glee pourrait avoir du mal à préserver son intérêt mais pour le moment, les premiers épisodes sont fabuleux ». Les scènes musicales sont très appréciées par les critiques, particulièrement la séquence où Will chante Gold Digger. Raymund Flandez du The Wall Street Journal a salué cette performance ainsi que celle de Push It interprétée par la chorale entière, déclarant que toutes deux « représentent parfaitement toutes les questions et les problèmes que peuvent avoir les adolescents ». Discutant de l’interprétation de Gold Giddger, Dave Itzkoff du The New York Times, réticent face à Glee, écrit qu’ « en dehors du répertoire musical de 2 Live Crew, il est difficile d’imaginer une chanson plus inappropriée pour une chorale d’école secondaire [...] Les jeunes gens du groupe de l’émission musicale de Fox s’occupent de transmettre le message que ce groupe voudrait livrer aux jeunes ».
Brian Lowry du Variety n’est contrairement aux autres critiques pas charmé par l’épisode. Il écrit que le jeu d’acteur de Lynch est « à quelques reprises drôles mais la plupart du temps ennuyeux » ajoutant que la fausse grossesse du personnage de Terri est « tirée par les cheveux ». Lowry salue toutefois la performance de Colfer et Michele, déplorant le fait que leur talent est réduit à néant à cause du « mauvais humour, de l’irréalisme de l’histoire ainsi que des incohérences des personnages » dont l’épisode regorge, selon lui. Il affirme que l’émission est un « succès d’une seule journée », écrivant que « les numéros musicaux — en général assez plaisants et captivants — ne peuvent compenser le terrible manque de profondeur de l’émission créée par le caractère des personnages qui à de nombreuses fois se contredit lui-même et l’irréalisme du scénario qui risque sans doute de ne jamais se produire dans la vie de tous les jours ». Robert Bianco du USA Today donne un avis partagé à l’épisode, commentant que « Ce serait bien mieux si Glee possédait un contrôle sur les événements, parfois trop abrupts, qui s’y produisent, mais ce n’est pas le Glee que nous regardons — et peut-être que ce ne sera jamais ce Glee que nous regarderons. Ce n’est pas parfait, mais dans l’océan des droits d’auteurs et des poursuites judiciaires, Glee a su se forger sa place pour offrir un rendement sympathique ». De son côté, Hank Stuever du The Washington Post salue le fait que l’émission marie à merveille les histoires d’adultes et les drames d’adolescents. Robert Lloyd du Los Angeles Times affirme que les personnages adultes « sont trop caricaturés et stéréotypés », écrivant par la suite à propos de Sue que « Son comportement semble avoir qu’une seule facette. Elle est drôle de la première à la dernière minute, mais elle ne transmet pas assez d’authenticité et ne révèle rien d’autre à propos d’elle que sa cruauté ». La journaliste Maureen Ryan du The Chicago Tribune trouve également que les personnages âgés sont trop stigmatisés, commentant qu’ « Il y a certaines failles dans Glee [...] et ces légers problèmes pourraient en emmener d'autres, plus gros. Par exemple, la femme de Will, Terri, est déjà trop ancrée dans son personnage ; à chacune de ses apparitions, le plaisir que contient Glee s’envole instantanément ». Ryan reçoit par contre les personnages plus jeunes avec plus d’entrain, affirmant qu’il n’y a « aucun maillon faible » et félicite particulièrement le jeu de Colfer et Michele.